# Viaduc de Martigues
Der Viaduc de Martigues führt die Autoroute A 55 in der Gemeinde Martigues im französischen Département Bouches-du-Rhône über den natürlichen, ab 1863 zum für Seeschiffe befahrbaren Schifffahrtskanal ausgebauten Canal de Caronte, der die Lagune Étang de Berre mit dem Golf von Fos am Mittelmeer verbindet.

## Lage
Sie steht zwischen der Pont de Caronte, einer Eisenbahn-Drehbrücke etwa auf der halben Länge des Kanals, und der Pont Levant, einer Klappbrücke an seinem östlichen Ende und früher die einzige Straßenbrücke über den Kanal.

## Vorgeschichte
Nachdem 1966 beschlossen wurde, Fos-sur-Mer zu dem Hafen von Marseille auszubauen, wurde auch eine entsprechende Verkehrsverbindung zur Entlastung der Innenstadt von Martigues erforderlich. Zwischen 1969 und 1972 wurde daher die A 55 mit dem Viaduc de Martigues gebaut, auf dem der Verkehr den Canal de Caronte ohne Unterbrechung überqueren kann.

## Beschreibung
Der Viadukt hat drei Fahrspuren je Fahrtrichtung im Gegensatz zu der zweispurigen A 55, um auch den örtlichen Verkehr aufzunehmen. Der Verkehr überquert den Kanal in einer Höhe von rund 50 m, die Brückendurchfahrtshöhe für die Seeschiffe beträgt 43 m.
Um auf diese Höhe zu kommen, benötigt der insgesamt 875 m lange Viadukt neben der 300 m langen Hauptbrücke eine 314,5 m lange südliche und eine 259,5 m lange nördliche Rampenbrücke.

### Stählerne Sprengwerkbrücke als Hauptbrücke
Als Hauptbrücke wurde eine stählerne Sprengwerkbrücke nach dem Vorbild der 1966 eröffneten Großherzogin-Charlotte-Brücke in Luxemburg gewählt, um das Stadtbild nicht durch die hohen Pylone einer Schrägseilbrücke zu belasten.
Ihr 300 m langer Fahrbahnträger besteht aus einem 10,60 m breiten stählernen Hohlkasten und einer 30 m breiten orthotrope Platte, deren beidseits 9,7 m überstehender Rand von seitlichen Kragarmen gestützt wird. Die Bauhöhe des Hohlkastens nimmt von 3,50 m an den Enden und der Mitte bis auf 6,00 m über den schrägen Streben zu, die ihn als Sprengwerk tragen bzw. mit ihm eine Trapezrahmenbrücke bilden. Durch diese beiden ebenfalls einen Hohlkasten bildenden Streben wird der Fahrbahnträger in Abschnitte von 85 + 130 + 85 m aufgeteilt. Ihr unteres Ende steht jeweils auf einem Lager mit eigenem Fundament innerhalb der letzten Pfeiler der Rampenbrücken, die damit den Abstand zwischen ihnen in Abschnitte von 45 + 210 + 45 m aufteilen. Der Fahrbahnträger ist mit komplizierten Übergangskonstruktionen an den letzten Pfeilern der Rampenbrücken befestigt.
Der Fahrbahnträger und die Stützen wurden in der Fabrik in Rouen in 100 m langen Abschnitten vorgefertigt, zur Baustelle verschifft, dort am Ufer verschweißt und mit Lastkähnen an ihren Einbauort gefahren. Dort wurde der Fahrbahnträger mit provisorischen Hubgerüsten in einem Stück an seinen Platz zwischen den Rampenbrücken gehoben, anschließend wurden die Stützen beweglich an ihren Lagern befestigt, mit Seilen bis in die Aussparungen im Hohlkasten hochgezogen und dort verschweißt.

### Rampenbrücken aus Spannbeton
Die Rampenbrücken bestehen jeweils aus zwei eigenständigen, dicht nebeneinander stehenden, 15 m breiten Spannbeton-Plattenbalken, die im Süden von sieben bzw. im Norden von sechs Doppelpfeilern im Abstand von 45 m gestützt werden. Sie wurden mit einer Lizenz von Hellmut Homberg geplant und – in Frankreich erstmalig – mit Hilfe einer Vorschubrüstung betoniert.

### Sanierung
In den Jahren 2022 und 2023 erfolgte eine grundlegende Sanierung der gesamten Brücke.